# Завод діоксиду титану в Уельві
Завод діоксиду титану в Уельві – хімічне підприємство, що працює на південний схід від іспанського міста Уельва у промисловій зоні Палос-де-ла-Фронтера (можливо відзначити, що в останній також діють такі підприємства як завод азотних добрив, завод хімії хлору та ТЕС Палос-де-ла-Фронтера).
Проект реалізувала компанія Tioxide Group, головними власниками якої на момент запуску заводу в 1976-му були британські Imperial Chemical Industries (ICI) та Lead Industries (по 43,6%). В 1992-му одноосібним власником Tioxide стала ICI, яку вже у 1999-му поглинув американський концерн Huntsman Corporation. З 2017-го дивізіон пігментів Huntsman виокремили у компанію Venator.
Майданчик в Уельві використовує сульфатний метод, що передбачає появу великих обсягів побічного продукту, відомого як «червоний гіпс» – гіпс, збагачений оксидом заліза. «Червоний гіпс» зазвичай нешкідливий для людини, може використовуватись у будівництві та коригуванні властивостей грунтів, а тому на момент спорудження заводу прийнятним шляхом його утилізації вважалось скидання у морську акваторію. У випадку з Уельвою полігон для утилізації «червоного гіпсу» знаходився у глибоководній частині Кадіської затоки, за чотири десятки миль від узбережжя. Втім, у підсумку Євросоюз заборонив скидання відходів у водні акваторії, так що остання така операція була здійснена заводом в Уельві у травні 1993 року.
Відомо, що в 1987 – 1991 роках майданчик в Уельві споживав від 108 до 113 тисяч тонн ільменітового концентрату на рік, при цьому в 1991-му він використав 108 тисяч тонн концентрату та випустив 61 тисячу тон пігменту (діоксиду титану). 
Станом на кінець 2010-х номінальна виробнича потужність заводу становила 80 тисяч тонн діоксиду титану на рік, для чого йому було потрібно 142 тисячі тонн ільменітового концентрату та 160 тисяч тонн сульфатної кислоти. При цьому як побічні продукти мали утворюватись 70 тисяч тонн «червоного гіпсу» та 265 тисяч тонн сульфату заліза (останній так само з природоохоронних міркувань стали продукувати в 1980-х роках з метою утилізації сульфатної кислоти, яка не прореагувала під час обробки ільменітового концентрату).